# 西条栄町
西条栄町(さいじょうさかえまち)とは、広島県東広島市の町名。丁目は振られていないが、全域で住居表示が実施されている。

## 概要
JR西条駅南側に広がる、東広島市の中心市街地の一角をなす。西条駅からやや南側、「東広島芸術文化ホール前」交差点周辺一帯を町域とする。

## 交通

### 鉄道
町内に鉄道路線は通っていないが、西条駅が至近距離にあり、利用可能である。

### バス
「中央公園前」バス停が設置されており、JRバス中国、芸陽バス の2社が共用している。また、上記2社が東広島市から委託を受けて運行しているのんバス も利用可能である。

### 道路
- 広島県道195号西条停車場線 - 通称ブールバール
- 都市計画道路西条中央巡回線

## 施設
- 東広島市役所
- 安芸西条郵便局
- 西条中央公園 - 酒まつりのメイン会場。
- 東広島芸術文化ホール くらら
- 東広島市立美術館

## 教育
市立小・中学校に通う場合、学区は以下のようになる。
- 小学校:西条小学校(西条中央)
- 中学校:西条中学校(西条町寺家)

## 世帯数・人口
2023年10月末の世帯数・人口は248世帯、396人である。